# 彭允殊
彭允殊，北宋下溪州（治今湖南省古丈县东北）土官，溪州蛮首领。彭士愁之孙，彭师裕次子。
彭允殊继承兄长彭允林，为下溪州刺史。太平兴国七年（982年），受皇帝诏命，不得移动部内马氏所铸“溪州铜柱”。以刺史旧三年则为州所易，请朝廷禁止。宋朝赐敕书安抚。太平兴国八年（983年），与锦州、叙州、富州等州“蛮”前去辰州，请愿按照内州缴纳租税。咸平二年（999年），以右千牛卫将军致仕，其侄彭文勇（彭儒猛之父）继袭刺史。